# フランツ・フォン・スッペ
フランツ・フォン・スッペ（ドイツ語: Franz von Suppè [zʊˈpeː, ˈzʊpe], 1819年4月18日 - 1895年5月21日）は、オーストリアの作曲家。オペレッタとその序曲で有名。「ウィンナ・オペレッタの父」と呼ばれることもある。指揮者や歌手としても活動した。ズッペの表記も多い。
姓は「Suppè」であるが、長らく誤って「Suppé」と書かれてきた。

## 名前
洗礼記録にはイタリア語でフランチェスコ・エゼキエーレ・エルメネジルド、ピエトロ・デ・スッペの子（Francesco-Ezechiele-Ermenegildo figlio de Pietro de Suppe）とあるが、「Suppe」は正確には「Suppè」である。ウィーン在住中に氏名をドイツ語風に簡略化して「フランツ・フォン・スッペ」とした。姓は誤って「スッペ・デメッリ (Suppe Demelli)」と呼ばれることもある（デメッリは父方の祖母の姓）。
「Suppè」は標準ドイツ語では「ズペー」「ズペ」と読まれるが、オーストリア・ドイツ語では「スペー」「スペ」と読む。なお、アクセントのない「Suppe」はドイツ語で「スープ」の意味になる。

## 生涯

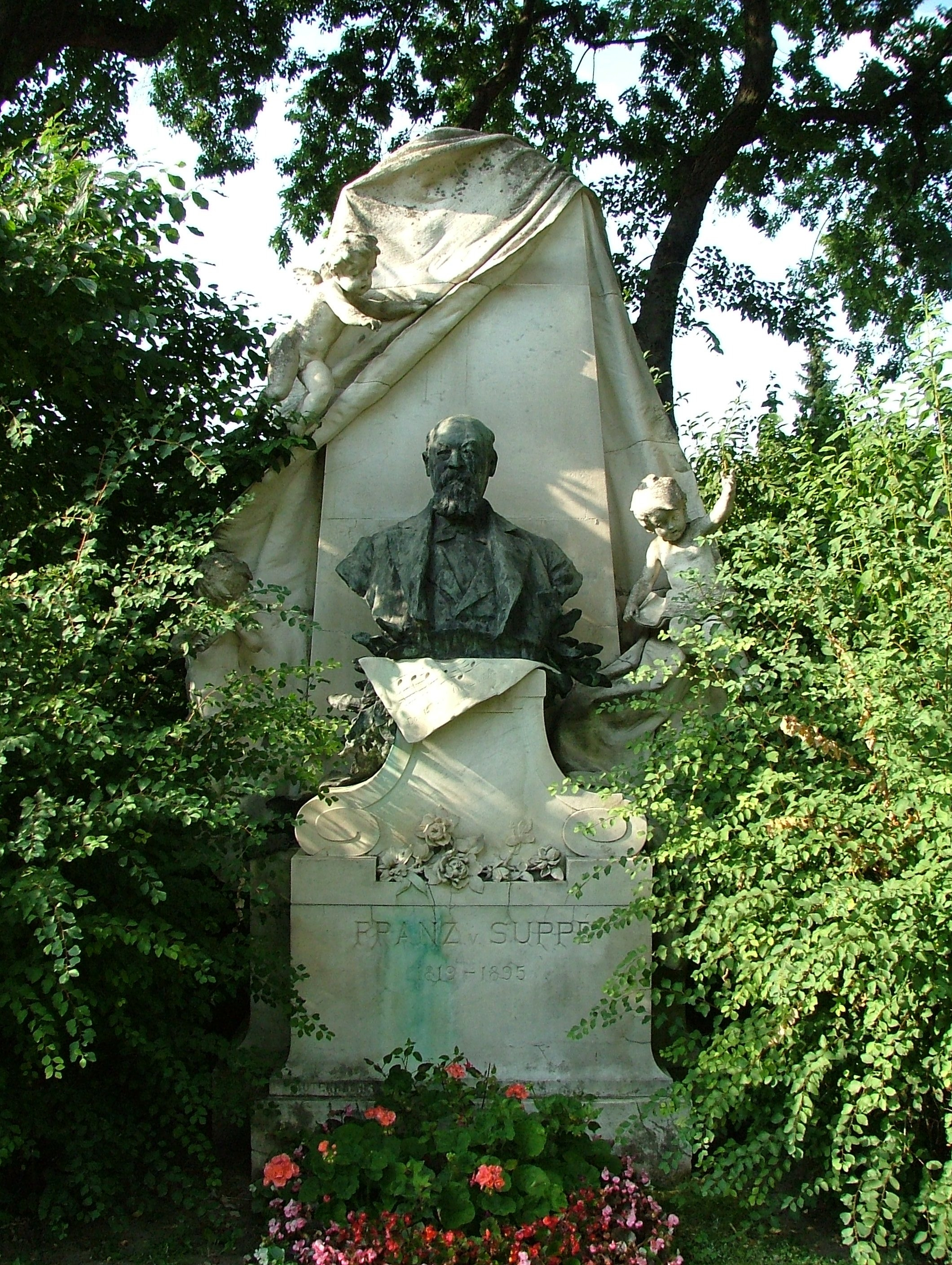
ウィーン中央墓地にあるスッペの墓

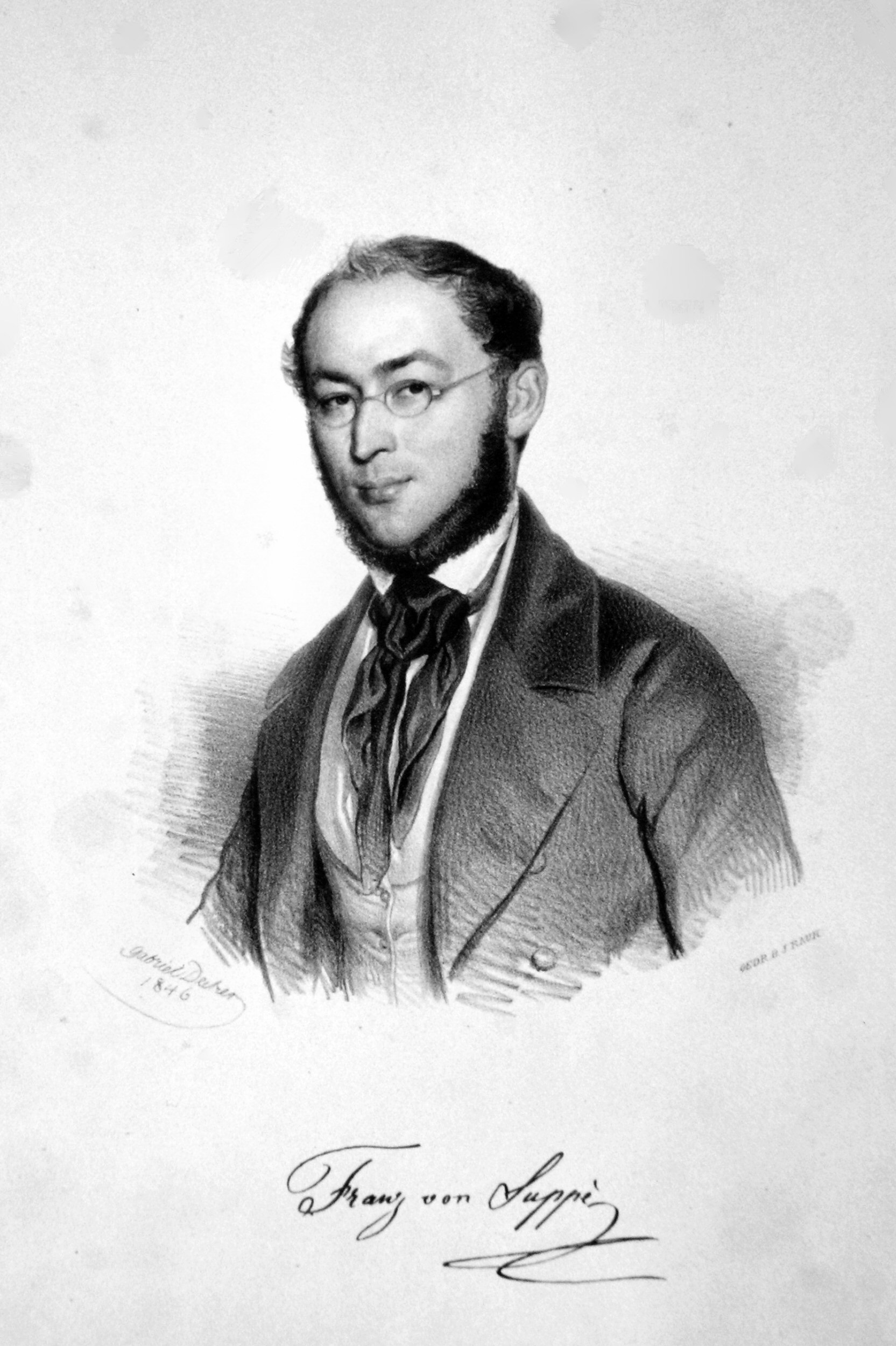
スッペ、1846年

従来のスッペの伝記は作り話に満ちており、とくに生い立ちには謎が多い。たとえば子供のときにフルートの演奏に熱中しすぎて父親が楽器を隠したとか、あるいは遠戚にガエターノ・ドニゼッティがいて、イタリアを訪れてロッシーニやヴェルディに会ったとされるが、これらが真実かどうかを知るのは難しい。
スッペはダルマチア地方のスパラト（ヴェネツィア共和国領だったが1797年の共和国の解体後はハプスブルク帝国に所属、現クロアチア領スプリト）に生まれた。父方の先祖はベルギーからの移民と言われるが、4代前までさかのぼってもダルマチア出身であり、ベルギー系という説には根拠がないともされる。一方母親はウィーンの生まれだった。現存する最初の作品は、1835年に地元のフランシスコ会の教会で初演されたカトリック典礼のミサ曲で、後に改訂されて『ミサ・ダルマティカ』と名づけられた。パドヴァで法律を学んだともいうが根拠がないとされる。
1835年に父親が没すると、母とともにウィーンに出て、1836年から1840年までイグナーツ・フォン・ザイフリートに学んだ。晩年のフランツ・シューベルトやアントン・ブルックナーの対位法の師として高名なウィーン音楽院のジーモン・ゼヒターに入門したとも言われるが明らかでない。
1840年から1845年までヨーゼフシュタット劇場の第3カペルマイスターとなった（最初は無報酬だった）。同劇場では自作を多数上演した。劇場監督のフランツ・ポコルニー (Franz Pokorny) は、スッペをバーデン、エーデンブルク（ショプロン）、プレスブルク（ブラチスラヴァ）などで活動させ、またアン・デア・ウィーン劇場の首席作曲家兼指揮者に任命した。ここで彼はアルベルト・ロルツィングやアドルフ・ミュラー (Adolf Müller Sr.) とともに活動した。
1862年にポコルニーが倒産するとカイ劇場 (de:Theater am Franz-Josefs-Kai) 、翌年カイ劇場が焼失するとレオポルトシュタットのカール劇場 (Carltheater) に移った。『美しきガラテア』、『ファティニッツァ』、『ボッカチオ』などのスッペのもっとも有名なオペレッタはカール劇場のために書かれた。
1882年にカール劇場から引退したが、作曲活動は続けた。晩年の作品は多くが宗教曲である。
しめて100曲以上の作品を作曲した。
晩年はウィーンで過ごして、76歳で逝去した。墓はウィーン中央墓地にある。

## 作品
ジャック・オッフェンバックのオペレッタに触れ、ウィーンで初めてオペレッタを手掛けた。このことからスッペは「ウィンナ・オペレッタの父」と呼ばれることもある。スッペのオペレッタのうち、『ボッカチオ』（Boccaccio）と『ドンナ・フアニータ』（Donna Juanita）の2曲がニューヨークのメトロポリタン歌劇場でも上演されたが、レパートリーに定着することはできなかった。しかしヨーロッパでは一定の頻度で上演が続いており、ウィーン・フォルクスオーパーやモスクワ・アカデミー歌劇場が来日公演で取り上げたこともある。ちなみに、生涯イタリア・オペラ（と『カルメン』）に徹し、ドイツ物はほとんど歌わなかった大歌手マリア・カラスのデビュー演目は『ボッカチオ』であった。
日本では、大正時代に浅草オペラの台頭によってスッペのオペレッタが紹介され、とりわけ『ボッカチオ』のアリエッタ『恋はやさし野辺の花よ』が田谷力三の愛唱歌として普及された。同じく『ボッカチオ』のセレナーデ「Holde Schöne, hör' diese Töne」は『ベアトリ姐ちゃん』とタイトルを変え、榎本健一の歌でヒットした。
スッペは30曲のオペレッタのほか、バレエ音楽など多数の舞台音楽を作曲した。それらの大部分が忘却に追いやられている中で、『軽騎兵』や『詩人と農夫』の序曲が、映画やアニメーション、コマーシャルなどの音楽に転用され、コンサートで演奏されている。これらはヨハン・シュトラウス2世などに比べ起伏を大きくとって豪快にオーケストラを鳴らす傾向があり、そのせいかカラヤン、ショルティ、スウィトナー、非独墺系ではパレー、デュトワ、ネーメ・ヤルヴィといった、重厚長大系のレパートリーを得意とする大物指揮者が好んでスッペ序曲集をアルバム化している。特にショルティはウィンナ・ワルツを一切取り上げてない（録音はゼロ、演奏会でも正規プログラムには載せていない）一方で、スッペ序曲集はオーケストラを替えて2度録音している。
郷里のダルマチアとの縁を守り続け、時どきスプリトなどを訪れた。作品のいくつかはダルマチアにゆかりがあり、とりわけオペラ『水夫の帰国』は、フヴァル島で起こった事件に基づいている。指揮活動を引退してからもスッペはオペラの作曲を続けたが、作曲の焦点を宗教音楽に切り替えた。レクイエムや3つのミサ曲、交響曲、演奏会用序曲、歌曲を作曲した。

### オペレッタ

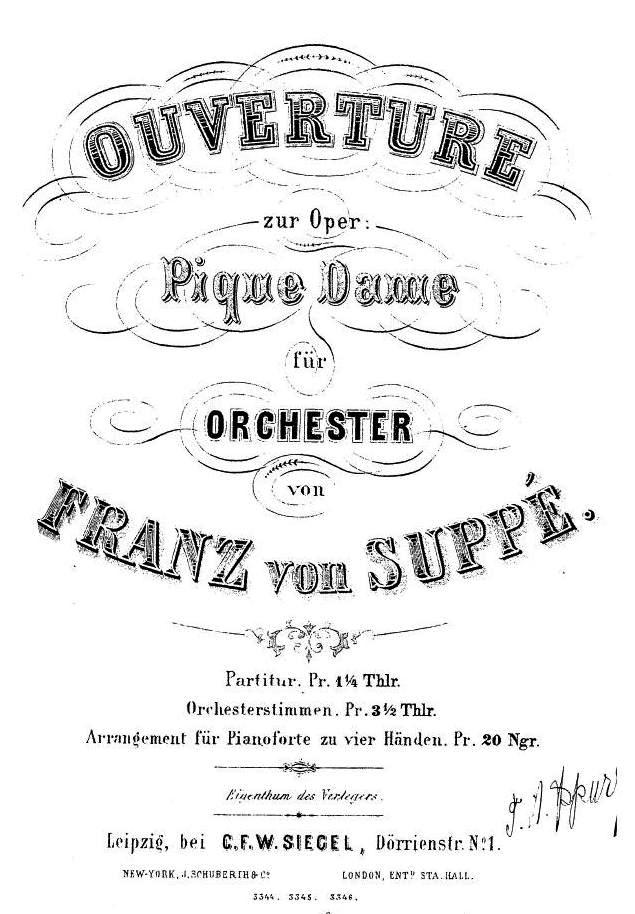
オペレッタ『スペードの女王』総譜

スッペは約30曲のオペレッタを作曲した。
- 寄宿学校（ドイツ語版）（Das Pensionat）
  - 1860年初演、最初のウィンナ・オペレッタといわれる
- スペードの女王（Pique Dame）
  - 1862年秋に初演された1幕もののオペレッタ『トランプ占いの女』 (de:Die Kartenschlägerin) を改訂して2幕にしたもの。1864年6月初演
- 10人の乙女と男不在（ドイツ語版）（Zehn Mädchen und kein Mann）1862年初演
- 陽気な若者（Flotte Bursche）1863年初演
- フランツ・シューベルト（ドイツ語版）（Franz Schubert）1864年初演
- 美しきガラテア（Die schöne Galathée）
  - オッフェンバックのオペレッタ『美しきエレーヌ』に対抗して作曲。1865年初演
- 軽騎兵（Leichte Kavallerie）1866年3月21日初演
- 怪盗団（Banditenstreiche）1867年初演
- タンタルスの苦悩（Tantalusqualen）1868年初演
- 親方夫人（Die Frau Meisterin）1868年初演
- ファティニッツァ（Fatinitza）1876年初演
- ボッカチオ（Boccaccio）1879年初演
- ドンナ・フアニータ（Donna Juanita）1880年初演
- アフリカ旅行（Die Afrikareise）- 1883年初演
- モデル（Das Modell）- 作者の死によって未完成で残され、没後に補作されて1895年に初演された[6]。

### その他
- 『ウィーンの朝・昼・晩』（Ein Morgen, ein Mittag und ein Abend in Wien）
  - オペレッタとして扱われることが多いが、「歌付きの笑劇」として1844年2月に初演された
- 劇付随音楽『詩人と農夫』（Dichter und Bauer）1846年
- オペラ『水夫の帰国』（Des Matrosen Heimkehr）1885年。イタリア語のピアノ版スコアのみが残っていたが、2003年に蘇演された[7]。
- 『おお、我がオーストリア』（O du mein Österreich）- 1852年に軍楽隊の作曲家であるフェルディナント・プライス (nl:Ferdinand Preis) によって作曲された行進曲。1847年にアン・デア・ウィーン劇場で初演された劇『s'Alraunl』につけられたスッペの歌曲をトリオ部分に引用している。原曲は3拍子だったが2拍子に直されている[8]。現在ではオーストリアの非公式の国歌のひとつと考えられている[9]。

### 宗教音楽
- レクイエム

## スッペを題材とする作品
1940年のヴィリ・フォルスト監督の映画『維納物語』 (Operetta) では、テノール歌手のレオ・スレザークがスッペを演じている。